# Svenstorp (Ängelholm)
Svenstorp est une localité suédoise dans la commune d'Ängelholm en Scanie.
Sa population était de 267 habitants en 2019.